# Cerastium sordidum
Cerastium sordidum är en nejlikväxtart som beskrevs av B.L. Robins. Cerastium sordidum ingår i släktet arvar, och familjen nejlikväxter. Inga underarter finns listade i Catalogue of Life.